# 建部村 (滋賀県)
建部村（たけべむら）は、滋賀県神崎郡にあった村。現在の東近江市建部各町にあたる。村名は古代建部氏にちなんで「たけべ」と読み、八日市市発足後も踏襲されていたが、地域住民の間では「たてべ」と読むのが一般的であるため、2005年（平成17年）の東近江市発足に合わせて建部各町の読み方が「たけべ○○ちょう」から「たてべ○○ちょう」に改められた。

## 地理
- 山岳：箕作山
- 河川：愛知川

## 歴史
- 1889年（明治22年）4月1日 - 町村制の施行により、境村・南村・上日吉村・瓦屋寺村・北村・上中村・下野村の区域をもって発足。
- 1954年（昭和29年）8月15日 - 神崎郡御園村・八日市町・蒲生郡平田村・市辺村・玉緒村と合併して八日市市が発足。同日建部村廃止。

## 村長
- 初代 磯部亀吉

## 交通

### 鉄道路線
村域を近江鉄道本線が通過したが、駅は所在しなかった。八日市駅が至近に所在する。現在は旧村域に河辺の森駅が所在するが、当時は未開業。